# Никитин, Владимир Витальевич
Влади́мир Вита́льевич Ники́тин (род. 5 августа 1992, Пешнигорт, Коми-Пермяцкий автономный округ) — российский легкоатлет. Многократный чемпион и рекордсмен России в беге на средние и длинные дистанции. Мастер спорта России международного класса.

## Биография
Родился 5 августа 1992 года в селе Пешнигорт (ныне — Пермский край). Родители мальчика работали в местной школе: папа — кочегаром, мама — поваром, а по вечерам подрабатывала уборщицей. Владимир был шестым и самым младшим ребёнком Никитиных: они растили ещё четверых сыновей и дочь.
В 8 лет увлёкся лыжными гонками и к выпускному классу выполнил норматив кандидата в мастера спорта, но, как отмечал позже сам, с лыжами у него не складывалось. Окончив среднюю школу в 2010 году, он переехал в Пермь, где поступил в политехнический колледж и начал заниматься лёгкой атлетикой.

## Спортивная карьера
Начал тренировки под руководством Николая Суворова, который сразу определил, что лучше всего у того получается бег на длинные дистанции — 3 и 5 тыс. метров. Уже в 2011 году Никитин улетел в Словению, где дебютировал в чемпионате Европы по кроссу и финишировал третьим среди юниоров. Спустя год бежал на всероссийском первенстве среди молодёжи, затем дважды — на чемпионатах России. Легкоатлет установил не один национальный рекорд в беге на длинные дистанции и мечтал проявить себя на международных стартах.
На последнем соревновании в забеге на 5 тыс. метров Никитин выиграл первую золотую медаль, но победа омрачилась дисквалификацией на 2 года. Как позже рассказал бегун, перед состязаниями друг посоветовал ему биодобавку, которая продавалась в обычных аптеках и повышала выносливость. Без задней мысли тот начал принимать таблетки, чтобы лучше подготовиться к чемпионату. Однако уже после победы Владимира пригласили на допинг-контроль, который показал положительные результаты. После дисквалификации и двухлетнего перерыва в спортивной биографии легкоатлет стал тщательнее проверять составы принимаемых лекарств и БАДов.
В конце 2014 года Никитин вернулся в спорт и улетел в Болгарию, чтобы пробежать кросс на чемпионате Европы среди молодёжи, где получил бронзу. В 2015 году бегун взял серебро на международных соревнованиях по лёгкой атлетике «Рождественские старты», затем золото на Кубке главы Чувашской Республики. Позже, на чемпионате России в помещении, который проходил в Москве, Никитин сильно отстал от лидеров, зато реабилитировался на первенстве Российского студенческого спортивного союза, прибежав первым.
В 2015 году был удостоен звания «Мастер спорта России международного класса».
Ещё через год легкоатлет участвовал в 10 соревнованиях, в восьми из которых занял лидирующие места и в двух забрал серебряные медали. Самыми значимыми победами сезона 2016 года стали финалы первенства России и Кубка России.
В 2017 году Владимир Никитин стал самым тестируемым на допинг легкоатлетом страны: спортсмена проверяли 22 раза. При этом бегун трижды запрашивал допуск к международным соревнованиям, но ответа так и не получил. На всероссийских марафонах Никитин финишировал первым на «Рождественских стартах», «Русской зиме», первенстве России в помещении, Кубке России и чемпионате страны.
В сезонах 2018/2019 чемпион закрепил рекорды на этих состязаниях и пополнил спортивную копилку новыми. На полумарафоне, который проходил в Санкт-Петербурге в 2019 году, Никитин показал лучшие результаты и финишировал первым.
Как и другие спортсмены, большую часть сезона 2020 года легкоатлет был вынужден отказаться от соревнований, но успел забрать золото на «Рождественских стартах», «Оренбургской миле», «Русской зиме» и чемпионате России.
В 2021 году победил на чемпионате России на дистанции 5000 метров с результатом 13 минут и 17,03 секунды и на дистанции 10 000 метров с результатом 27 минут 55,95 секунды, а также установил новый рекорд России в полумарафоне.
4 мая 2025 года дебютировал на марафонской дистанции на Казанском марафоне (Чемпионате России по марафонскому бегу) и занял второе место с результатом 2:09.54 (по другим данным, 2:09.55 — новый рекорд Пермского края), уступив Дмитрию Неделину, победившему с результатом 2:09.38.

## Основные результаты
- 2011 — бронзовый призёр чемпионата Европы по кроссу среди юниоров.
- 2014 — бронзовый призёр чемпионата Европы по кроссу среди молодёжи.
- 2015 — серебряный призёр чемпионата России.
- 2016 — победитель командного чемпионата России.
- 2016, 2017, 2019 — победитель Кубка России.
- 2017—2021 — победитель чемпионата России в помещении.
- 2016—2021 — победитель чемпионата России.
- 2024 — победитель командного чемпионата России в беге на 5000 метров[13][14].